# Ernst Kunkel (Politiker, 1908)
Ernst Kunkel (* 17. Mai 1908 in Dudweiler; † 29. April 1984 ebenda) war ein saarländischer Politiker (SPD/SPS).

## Leben
Ernst Kunkel war ein Sohn des Bergmanns Ernst Kunkel und der Charlotte Bleicher, er hatte einen Bruder.
Kunkel arbeitete als städtischer Beamter. In seiner Jugend engagierte er sich in der Sozialistischen Arbeiter-Jugend und gehörte von 1922 bis 1925 deren saarländischen Landesvorstand an. Von 1925 bis 1935 war er Mitglied im Vorstand des SPD-Ortsvereins Dudweiler. Nach der Saarabstimmung 1935 emigrierte er nach Frankreich. In Straßburg wurde er 1940 nach dem Einmarsch der Wehrmacht verhaftet und zu einer Gefängnisstrafe verurteilt.
Nach dem Krieg kehrte er ins Saarland zurück und wurde dort von Juni 1945 bis September 1946 als Bürgermeister von Völklingen eingesetzt. Als Mitglied der Sozialdemokratischen Partei des Saarlandes (SPS) gehörte er 1947 der Gesetzgebenden Versammlung an, die die Verfassung ausarbeitete. Mitglied des Landtags des Saarlandes war Kunkel von 1947 bis 1955; im Landesparlament hatte er ab Januar 1955 auch den Vorsitz seiner Fraktion inne. Von 1968 bis 1973 gehörte er für die SPD dem Dudweiler Stadtrat an.